# آواز لیلاها
آواز لیلاها نامی قراردادی برای یک ترانۀ اعتراضی است که به منظور همبستگی با خیزش ۱۴۰۱ ایران خوانده و منتشر شده‌‌است. عوامل تولید و انتشار این ترانه همگی ناشناس‌اند. این ترانه نخستین بار در روز ۱۳ آبان ۱۴۰۱ در صفحۀ اینستاگرام و کانال تلگرام سرخط منتشر شد.

## نام ترانه
این ترانه در هنگام انتشار نامی نداشت. با این وجود بیت «گفت فرزاد کمانگر/ به لیلاها تو سنگر» سبب شهرت آن به نام «آواز لیلاها» در فضای مجازی شد. این بیت از ترانه به جمله‌ای از یکی از نامه‌های فرزاد کمانگر، معلم اعدام‌شدۀ کُرد، اشاره دارد که خطاب به شاگردانش نوشته‌بود: 
«... یادتان باشد که به شعر، به آواز، به لیلاهایتان، به رؤیاهایتان پشت نکنید.»

## متن ترانه
برای تو کوچه رقصیدن

برای دیگه نترسیدن

برای فردا که می‌خندیم

برای بوسیدن! هی!

باد به موی ژینا

گره به کفش سارینا

داد از گردن رومینا

باید برن اینا! هی!

برای سرفۀ خوزستان

برای زخم بلوچستان

شکسته بغض تبریز

بژی کُردستان!

برای خشکی دریاچه

به دست رهبر دستپاچه

زندگی جاش رو زمینه

قرآن رو طاقچه!

نترسید! نترسید!

ما همه با هم هستیم!

بترسید! بترسید!

ما دیگه با هم هستیم!

زن، زندگی، آزادی

صلح و امید و شادی

زن زندگی، آزادی

صلح و امید و شادی

از برف سرخ آبان

تا ماست سیاه کیهان

غربت بی‌رنگ افغان

چه دیدی ایران! هی!

بذار آزاد بشه زن

نترس از ذهن و از تن

نفس بکش! بسه کشتن!

بذار وطن شه وطن! هی!

یه پنجره واسه دیدن

یه پنجره واسه شنیدن

باید که اسم منجی رو

از آینه پرسیدن! هی!

یه بیت و دخمۀ سست

باید جهان رو ازش شست

زمین زیر پات می‌لرزه

تنهاتر از توست!

نترسید! نترسید!

ما همه با هم هستیم!

بترسید! بترسید!

ما دیگه با هم هستیم!

زن، زندگی، آزادی

صلح و امید و شادی

زن، زندگی، آزادی

صلح و امید و شادی

گفت فرزاد کمانگر

به لیلاها تو سنگر

چه شاه باشه،  چه رهبر

مرگ بر ستمگر! هی!

از هیرکانی تا کارون

حلب، شلمچه، خان شیخون

خط می‌کشیم رو این خط خون

اینجا و اکنون! هی!

پامنبر تک‌صدایی

جنگ، تعصب، جدایی

بی‌دین، یهودی، بهایی

یه عمر تنهایی!

آتیش به بال پرواز

سی مرغ رو کرده همساز

تا قله‌های روشن

به رمز این آواز

نترسید! نترسید!

ما همه با هم هستیم!

بترسید! بترسید!

ما دیگه با هم هستیم!

زن، زندگی، آزادی

صلح و امید و شادی

زن، زندگی، آزادی

صلح و امید و شادی

## دیدگاه‌ها
مجید نفیسی شاعر و روشنفکر در یادداشتی در انتقاد از روشنفکران دینی و مشخصاً محسن کدیور که کماکان به استفاده از زبان دین برای نقد جمهوری اسلامی می‌پردازند، به این سرود اشاره کرده‌ است. او با اشاره به بیت «زندگی جاش رو زمینه/ قرآن توی طاقچه» می‌گوید که این ابداً به معنای اهانت به قرآن نیست، بلکه زنان با تفکیک امر شخصی و عمومی و امر مقدس و دنیوی قرآن را بوسیده و روی طاقچه گذاشته و دیگر نمی‌خواهند مانند روشنفکران دینی آن را باز کنند تا در آن به دنبال خواسته‌های اجتماعی خود بگردند.
سما اوریاد پژوهشگر جنسیت و زنان این سرود را دارای روحی انقلابی و پتانسیل سیاسی خارق‌العاده برای تکثیر و ماندگار شدن و پیش‌برنده بودن می‌داند. به باور او سرود آواز لیلاها شمولیتی اعجاب‌انگیزی دارد که از خصلت تقاطعی آن برآمده و سبب شده تا ضمن اشاره به تقاطع ستم‌های متعدد اعمال‌شده بر زندگی‌های دیگریِ درحاشیه بر شکل جدیدی از اتحاد تأکید کند که توأم با احترام و حرمت متقابل نسبت به کثرت و تنوع مردم باشد. به باور اوریاد این سرود همچنین با ارجاع به شعر «پنجره» در مجموعه شعر «ایمان بیاوریم به آغاز فصل سرد» از فروغ فرخزاد و وقایعی مانند قتل رومینا اشرفی و اعدام فرزاد کمانگر به دنبال اتصال به حافظۀ جمعی است و علیه فراموشی عمل می‌کند. ویژگی دیگر این سرود نیز که با کاربرد شعار زن، زندگی، آزادی در ارتباط است، زن-شدن سوژۀ انقلابی است. این بدین معناست که سوژۀ انقلابی به دلیل زندگی در موقعیت اقلیت است که توان و امکان انقلابیگری دارد و در اینجا همگان از مرد و زن با سر دادن این شعار به زن-سوژۀ انقلابی بدل می‌شوند و این کلیدی‌ترین ویژگی این قیام نیز هست. این سرود ضرباهنگی کودکانه و شاد دارد که برای همه خاطره‌انگیز است و پایکوبی سرخوشانۀ دوران کودکی و زندگی شاد و آزاد را به خاطر متبادر می‌کند. در نهایت به باور اوریاد این سرود از مبارزهٔ ضدخُردفاشیستی برای بازپس‌گیری صداها، تصاویر و امیال، و بازپس‌گیری حق به صدا، به تصویر و حق به زندگی حکایت دارد.